# Manuel Ugarte
Manuel Ugarte Ribeiro (Montevideo, 11 aprile 2001) è un calciatore uruguaiano, centrocampista del Manchester Utd e della nazionale uruguaiana.

## Caratteristiche tecniche
È un mediano di centrocampo. Dotato di grande tecnica individuale e fisicità, nei suoi interventi difensivi si distingue per la velocità di reazione oltre che nel recupero palla. È in grado di giocare in un centrocampo a due ( con il modulo 4-2-3-1) come uno dei due mediani, ma riesce ad esprimersi al meglio protetto da due mezzali in un centrocampo a tre come mediano basso.

## Carriera

### Club

#### Fénix e Famalicão
Cresciuto nel settore giovanile del Fénix, ha esordito in prima squadra il 4 dicembre 2016 disputando l'incontro di campionato vinto 4-1 contro il Danubio. Segna  il suo primo gol vincendo contro il Racing Montevideo realizzando la rete del 2-0. Il 16 febbraio 2020, nel pareggio per 2-2 contro il River Plate Urgate per la prima volta in una partita viene espulso. L'ultima rete per la squadra la sigla vincendo per 2-1 ai danni del Montevideo Wanderers.
Il 29 dicembre 2020 sbarca in Europa firmando un contratto valido sino al 2025 con il Famalicão.Segna un solo gol, battendo per 1-0 il Rio Ave

#### Sporting Lisbona e Paris Saint-Germain
Il 9 agosto 2021 viene acquistato dallo Sporting Lisbona.Vince la Coppa di lega portoghese dove segna una rete sconfiggendo per 2-1 il Famalicão.
Il 7 luglio 2023 viene acquistato dal Paris Saint-Germain, club con cui firma un contratto di cinque anni.

#### Manchester United
Il 30 agosto 2024 viene ufficializzato il suo trasferimento al Manchester United per 50 milioni di euro siglando un contratto fino al 2029.Nell'Europa League durante la vittoria contro il Bodø/Glimt grazie all'assist di Ugarte il suo compagno di squadra Rasmus Højlund segna la rete del 3-2,inoltre realizza un gol nei quarti di finale battendo per 5-4 il Lione.

### Nazionale
Nel 2021 ha esordito in nazionale maggiore. Il 15 novembre 2024 realizza il suo primo gol per la massima selezione uruguaiana nella sfida vinta per 3-2 contro la Colombia.

## Statistiche

### Presenze e reti nei club
Statistiche aggiornate al 22 maggio 2025.
| Stagione                | Squadra                 | Campionato              | Campionato | Campionato | Coppe nazionali | Coppe nazionali | Coppe nazionali | Coppe continentali | Coppe continentali | Coppe continentali | Altre coppe | Altre coppe | Altre coppe | Totale | Totale |
| Stagione                | Squadra                 | Comp                    | Pres       | Reti       | Comp            | Pres            | Reti            | Comp               | Pres               | Reti               | Comp        | Pres        | Reti        | Pres   | Reti   |
| ----------------------- | ----------------------- | ----------------------- | ---------- | ---------- | --------------- | --------------- | --------------- | ------------------ | ------------------ | ------------------ | ----------- | ----------- | ----------- | ------ | ------ |
| 2016                    | Fénix                   | PD                      | 1          | 0          | -               | -               | -               | -                  | -                  | -                  | -           | -           | -           | 1      | 0      |
| 2017                    | Fénix                   | PD                      | 0          | 0          | -               | -               | -               | -                  | -                  | -                  | -           | -           | -           | 0      | 0      |
| 2018                    | Fénix                   | PD                      | 1          | 0          | -               | -               | -               | -                  | -                  | -                  | -           | -           | -           | 1      | 0      |
| 2019                    | Fénix                   | PD                      | 35         | 1          | -               | -               | -               | -                  | -                  | -                  | -           | -           | -           | 35     | 1      |
| 2020                    | Fénix                   | PD                      | 16         | 1          | -               | -               | -               | CS                 | 4                  | 0                  | -           | -           | -           | 20     | 1      |
| Totale Fenix            | Totale Fenix            | Totale Fenix            | 53         | 2          |                 | -               | -               |                    | 4                  | 0                  |             | -           | -           | 57     | 2      |
| 2020-2021               | Famalicão               | PL                      | 20         | 1          | CP+CdL          | 0+0             | 0               | -                  | -                  | -                  | -           | -           | -           | 20     | 1      |
| ago. 2021               | Famalicão               | PL                      | 0          | 0          | CP+CdL          | 0+1             | 0               | -                  | -                  | -                  | -           | -           | -           | 1      | 0      |
| Totale Famalicao        | Totale Famalicao        | Totale Famalicao        | 20         | 1          |                 | 1               | 0               |                    | -                  | -                  |             | -           | -           | 21     | 1      |
| 2021-2022               | Sporting Lisbona        | PL                      | 25         | 0          | CP+CdL          | 5+4             | 0+1             | UCL                | 4                  | 0                  | SP          | -           | -           | 38     | 1      |
| 2022-2023               | Sporting Lisbona        | PL                      | 31         | 0          | CP+CdL          | 1+5             | 0               | UCL+UEL            | 6+4                | 0                  | -           | -           | -           | 47     | 0      |
| Totale Sporting Lisbona | Totale Sporting Lisbona | Totale Sporting Lisbona | 56         | 0          |                 | 15              | 1               |                    | 14                 | 0                  |             | -           | -           | 85     | 1      |
| 2023-2024               | Paris Saint-Germain     | L1                      | 25         | 0          | CF              | 4               | 0               | UCL                | 8                  | 0                  | SF          | 0           | 0           | 37     | 0      |
| 2024-2025               | Manchester Utd          | PL                      | 29         | 1          | FACup+CdL       | 3+3             | 0               | UEL                | 10                 | 1                  | CS          | -           | -           | 45     | 2      |
| Totale carriera         | Totale carriera         | Totale carriera         | 183        | 4          |                 | 26              | 1               |                    | 36                 | 1                  |             | 0           | 0           | 245    | 6      |

### Cronologia presenza e reti in nazionale
| Cronologia completa delle presenze e delle reti in nazionale ― Uruguay | Cronologia completa delle presenze e delle reti in nazionale ― Uruguay | Cronologia completa delle presenze e delle reti in nazionale ― Uruguay | Cronologia completa delle presenze e delle reti in nazionale ― Uruguay | Cronologia completa delle presenze e delle reti in nazionale ― Uruguay | Cronologia completa delle presenze e delle reti in nazionale ― Uruguay | Cronologia completa delle presenze e delle reti in nazionale ― Uruguay | Cronologia completa delle presenze e delle reti in nazionale ― Uruguay |
| Data                                                                   | Città                                                                  | In casa                                                                | Risultato                                                              | Ospiti                                                                 | Competizione                                                           | Reti                                                                   | Note                                                                   |
| ---------------------------------------------------------------------- | ---------------------------------------------------------------------- | ---------------------------------------------------------------------- | ---------------------------------------------------------------------- | ---------------------------------------------------------------------- | ---------------------------------------------------------------------- | ---------------------------------------------------------------------- | ---------------------------------------------------------------------- |
| 6-9-2021                                                               | Montevideo                                                             | Uruguay                                                                | 4 – 2                                                                  | Bolivia                                                                | Qual. Mondiali 2022                                                    | -                                                                      | 70’                                                                    |
| 30-3-2022                                                              | Las Condes                                                             | Cile                                                                   | 0 – 2                                                                  | Uruguay                                                                | Qual. Mondiali 2022                                                    | -                                                                      | 74’                                                                    |
| 2-6-2022                                                               | Glendale                                                               | Messico                                                                | 0 – 3                                                                  | Uruguay                                                                | Amichevole                                                             | -                                                                      | 73’                                                                    |
| 5-6-2022                                                               | Kansas City                                                            | Stati Uniti                                                            | 0 – 0                                                                  | Uruguay                                                                | Amichevole                                                             | -                                                                      | 61’                                                                    |
| 11-6-2022                                                              | Montevideo                                                             | Uruguay                                                                | 5 – 0                                                                  | Panama                                                                 | Amichevole                                                             | -                                                                      | 62’                                                                    |
| 27-9-2022                                                              | Bratislava                                                             | Canada                                                                 | 0 – 2                                                                  | Uruguay                                                                | Amichevole                                                             | -                                                                      | 61’                                                                    |
| 24-3-2023                                                              | Tokyo                                                                  | Giappone                                                               | 1 – 1                                                                  | Uruguay                                                                | Amichevole                                                             | -                                                                      | 77’                                                                    |
| 28-3-2023                                                              | Seul                                                                   | Corea del Sud                                                          | 1 – 2                                                                  | Uruguay                                                                | Amichevole                                                             | -                                                                      | 46’                                                                    |
| 8-9-2023                                                               | Montevideo                                                             | Uruguay                                                                | 3 – 1                                                                  | Cile                                                                   | Qual. Mondiali 2026                                                    | -                                                                      | 66’                                                                    |
| 12-9-2023                                                              | Quito                                                                  | Ecuador                                                                | 2 – 1                                                                  | Uruguay                                                                | Qual. Mondiali 2026                                                    | -                                                                      |                                                                        |
| 12-10-2023                                                             | Barranquilla                                                           | Colombia                                                               | 2 – 2                                                                  | Uruguay                                                                | Qual. Mondiali 2026                                                    | -                                                                      | 72’                                                                    |
| 17-10-2023                                                             | Montevideo                                                             | Uruguay                                                                | 2 – 0                                                                  | Brasile                                                                | Qual. Mondiali 2026                                                    | -                                                                      |                                                                        |
| 16-11-2023                                                             | Buenos Aires                                                           | Argentina                                                              | 0 – 2                                                                  | Uruguay                                                                | Qual. Mondiali 2026                                                    | -                                                                      | 35’                                                                    |
| 26-3-2024                                                              | Lens                                                                   | Costa d'Avorio                                                         | 2 – 1                                                                  | Uruguay                                                                | Amichevole                                                             | -                                                                      | 90+7’                                                                  |
| 5-6-2024                                                               | Denver                                                                 | Messico                                                                | 0 – 4                                                                  | Uruguay                                                                | Amichevole                                                             | -                                                                      |                                                                        |
| 23-6-2024                                                              | Miami Gardens                                                          | Uruguay                                                                | 3 – 1                                                                  | Panama                                                                 | Coppa America 2024 - 1º turno                                          | -                                                                      |                                                                        |
| 27-6-2024                                                              | East Rutherford                                                        | Uruguay                                                                | 5 – 0                                                                  | Bolivia                                                                | Coppa America 2024 - 1º turno                                          | -                                                                      |                                                                        |
| 1-7-2024                                                               | Kansas City                                                            | Stati Uniti                                                            | 0 – 1                                                                  | Uruguay                                                                | Coppa America 2024 - 1º turno                                          | -                                                                      | 88’                                                                    |
| 6-7-2024                                                               | Paradise                                                               | Uruguay                                                                | 0 – 0 (4 – 2 dtr)                                                      | Brasile                                                                | Coppa America 2024 - Quarti di finale                                  | -                                                                      | 51’                                                                    |
| 10-7-2024                                                              | Charlotte                                                              | Uruguay                                                                | 0 – 1                                                                  | Colombia                                                               | Coppa America 2024 - Semifinale                                        | -                                                                      |                                                                        |
| 13-7-2024                                                              | Charlotte                                                              | Canada                                                                 | 2 – 2 (3 – 4 dtr)                                                      | Uruguay                                                                | Coppa America 2024 - Finale 3º posto                                   | -                                                                      | 46’                                                                    |
| 6-9-2024                                                               | Montevideo                                                             | Uruguay                                                                | 0 – 0                                                                  | Paraguay                                                               | Qual. Mondiali 2026                                                    | -                                                                      | 79’                                                                    |
| 10-9-2024                                                              | Maturín                                                                | Venezuela                                                              | 0 – 0                                                                  | Uruguay                                                                | Qual. Mondiali 2026                                                    | -                                                                      | 27’                                                                    |
| 11-10-2024                                                             | Lima                                                                   | Perù                                                                   | 1 – 0                                                                  | Uruguay                                                                | Qual. Mondiali 2026                                                    | -                                                                      |                                                                        |
| 15-10-2024                                                             | Montevideo                                                             | Uruguay                                                                | 0 – 0                                                                  | Ecuador                                                                | Qual. Mondiali 2026                                                    | -                                                                      | 82’                                                                    |
| 15-11-2024                                                             | Montevideo                                                             | Uruguay                                                                | 3 – 2                                                                  | Colombia                                                               | Qual. Mondiali 2026                                                    | 1                                                                      | 68’                                                                    |
| 19-11-2024                                                             | Salvador                                                               | Brasile                                                                | 1 – 1                                                                  | Uruguay                                                                | Qual. Mondiali 2026                                                    | -                                                                      |                                                                        |
| 25-3-2025                                                              | El Alto                                                                | Bolivia                                                                | 0 – 0                                                                  | Uruguay                                                                | Qual. Mondiali 2026                                                    | -                                                                      | 42’                                                                    |
| 5-6-2025                                                               | Asunción                                                               | Paraguay                                                               | 2 – 0                                                                  | Uruguay                                                                | Qual. Mondiali 2026                                                    | -                                                                      |                                                                        |
| 10-6-2025                                                              | Montevideo                                                             | Uruguay                                                                | 2 – 0                                                                  | Venezuela                                                              | Qual. Mondiali 2026                                                    | -                                                                      |                                                                        |
| Totale                                                                 |                                                                        | Presenze                                                               | 30                                                                     |                                                                        | Reti                                                                   | 1                                                                      |                                                                        |

## Palmarès

### Club
- Coppa di Lega portoghese: 1

Sporting CP: 2021-2022
- Supercoppa francese: 1

Paris Saint-Germain: 2023
- Campionato francese: 1

Paris Saint-Germain: 2023-2024
- Coppa di Francia: 1

Paris Saint-Germain: 2023-2024

### Individuale
- Squadra ideale della Copa América: 1

Stati Uniti 2024